# Senigallia (stacja kolejowa)
Senigallia (wł. Stazione di Senigallia) – stacja kolejowa w Senigallia, w prowincji Ankona, w regionie Marche, we Włoszech. Znajduje się na linii Bolonia – Ankona. 
Według klasyfikacji Rete Ferroviaria Italiana ma kategorię srebrną.

## Linie kolejowe
- Linia Bolonia – Ankona